# Крабчице
Крабчице (на чешки: Krabčice; на немски: Grabschütz) е малко село, част от община Долан в района на Наход, Краловохрадецки край в Чешката република. Населението му е 908 души (по приблизителна оценка от януари 2018 г.).
Намира се на около два километра северозападно от село Долан. Крабчице също така е име на кадастрален участък с площ 2,59 km². Крабчице е свързано с асфалтов път със село Долан, през което преминава международният път Е-67 Париж – Прага – Варшава – Минск – Москва. В Крабчице няма училища и магазини. Близко до Крабчице се намират градовете Яромерж, Ческа-Скалице, Наход и Кудова-Здруй (Полша).